# McKenzie County
McKenzie County är ett administrativt område i delstaten North Dakota, USA, med 6 360 invånare. Den administrativa huvudorten (county seat) är Watford City. 
En del av Theodore Roosevelts nationalpark ligger i countyt.

## Geografi
Enligt United States Census Bureau så har countyt en total area på 7 410 km². 7 102 km² av den arean är land och 308 km² är vatten. 

### Angränsande countyn
- Williams County - nord
- Mountrail County - nordöst
- Dunn County - sydöst
- Billings County - syd
- Golden Valley County och Wibaux County, Montana - sydväst
- Richland County, Montana - väst